# Ета (планина)
Вижте пояснителната страница за други значения на Ета.
Ета (на гръцки: Όρος Οίτη), срещаща се също като Ойта, Ойте или Ити, със старо име на гръцки Καταβόθρα, е планина в южната част на Централна Гърция.
Приема се и като масив в обхвата Пинд. Височината ѝ достига 2160 м. - връх Пиргос. Източната ѝ част наречена Калидромо отива в близост до Егейско море, оставяйки само един тесен проход - Термопили. Планината образува своеобразна тройка със съседните Вардусия на югозапад и Гиона на юг.
В древногръцката митология Ета е известна като на мястото на смъртта на Херакъл, където той сам забил кола на погребалната си клада.